# Jaucourt
 Jaucourt  es una población y comuna francesa, en la región de Champaña-Ardenas, departamento de Aube, en el distrito y cantón de Bar-sur-Aube.
Está integrada en la Communauté de communes de la Région de Bar-sur-Aube.

## Demografía
| 137 | 144 | 128 | 176 | 176 | 171 |
| Para los censos de 1962 a 1999 la población legal corresponde a la población sin duplicidades (Fuente: INSEE [Consultar]) |     |     |     |     |     |